# Bielawa (powiat wrocławski)
Bielawa – wieś w Polsce położona w województwie dolnośląskim, w powiecie wrocławskim, w gminie Długołęka.

## Podział administracyjny
W latach 1975–1998 miejscowość należała administracyjnie do województwa wrocławskiego.

## Demografia
W roku 1785 wieś zamieszkiwało 206 osób, a Bielawa była jedną z bardziej zamieszkanych miejscowości gminy. W tamtym czasie we wsi były: szkoła, folwark, karczma, tłocznia oleju, kuźnia, wiatrak i kilka innych zakładów rzemieślniczych. W roku 1885 Bielawę zamieszkiwały 354 osoby, w większości ewangelicy, katolików było około 10%. W roku 1905 było już 20% katolików, z czego 6 Polaków. W roku 1939 wieś liczyła 285 mieszkańców. W roku 2011 było ich 335.

## Nazwy
Pierwsze wzmianki o Bielawie pochodzą z XVI wieku. Występuje pod nazwami: Pelaw, Pelow i niemiecką Pühlau. 

## Dawni właściciele wsi
- XIV wiek - Andrzej (sędzia z Oleśnicy)
- 1479 - Janko von Schmolke[4]
- 1492 - Christoph von Borshwitz
- XVII wiek - rodzina von Puster
- 1692 - Joachim von Bludowski
- początek XVIII wieku - gen. Gottfried Ernest von Wuttgenau, od 1974 własność wdowy po nim
- 1840 - Ludwik hrabia Yorck zu Wartenburg (potomek feldmarszałka Johanna Ludwiga Yorcka von Wartenburga)